# Francisco de Paula Loño y Pérez
Francisco de Paula Loño y Pérez (Santiago de Cuba, 5 de febrero de 1837-Madrid, 30 de junio de 1907) fue un militar y político español.

## Biografía
Descendiente de una larga saga de militares, fue hijo del brigadier Ángel Loño Martínez, gobernador militar de Ferrol y de Lugo y nieto del capitán de navío Eugenio Loño Palacios. Ingresó en el Colegio de Infantería el 5 de noviembre de 1851, el 1 de diciembre de 1859, fue ascendido a capitán de infantería, en 1860 fue condecorado con la Cruz de 1.ª Clase de San Fernando, por el mérito que contrajo en el combate sostenido en el Reducto del Serrallo. Participó en los combates mantenidos desde el 1 de enero al 12 de enero de 1860, incluidas la batalla de Los Castillejos, la de Tetuán y la de Wad Ras, todas ellas durante la guerra de África y a las órdenes del general Leopoldo O'Donnell. Llegó al grado de teniente general en 1901.
En 1872, participó en el control de los levantamientos de Cataluña. En 1873 fue destinado a Cuba, donde luchó contra los insurrectos. En 1874, regresó a la Península, para combatir, hasta 1875, en la tercera guerra carlista, contra los partidarios de Don Carlos, duque de Madrid. Desde abril de 1888 a junio de 1891 fue gobernador político militar de las Islas Bisayas, una importante provincia/archipiélago de Filipinas y en noviembre de ese mismo año fue nombrado jefe de la Brigada de Cataluña; en febrero de 1893 se ocupó de la Secretaría de la Dirección General de la Guardia Civil; siendo promovido a general de división en enero de 1894, haciéndose cargo de la segunda división del Tercer Cuerpo de Ejército, además del cargo de gobernador militar de la provincia de Murcia y plaza de Cartagena.
En febrero de 1896 fue destinado a Cuba, donde ejerció el cargo de gobernador militar de la provincia y plaza de La Habana y comandante general, del Tercer cuerpo de ejército, mandando personalmente los combates de Figueroa, Carabeo, Tamba, Juan Contreras y Carambola, siendo premiado por estos servicios con la Gran Cruz Roja del Mérito Militar. En diciembre del mismo año pasó a mandar la División Norte y Oriente de Pinar del Río, dirigiendo los combates de Duarte y Rosario, el del río Dominica y el encuentro de Ceiba. En enero de 1897 mandó la acción de Pendencia y destinado a la división de Manzanillo y Bayamo, como comandante de ella, dirigió la acción de Jucaibanita, por cuyos méritos fue recompensado con la Gran Cruz Roja pensionada del Mérito Militar.
En agosto de 1897 fue nombrado subinspector de la Guardia Civil de Ultramar, momento en que fundó en Marinao, el Centro de Instrucción de ese cuerpo y posteriormente, comandante general de la provincia y división de Pinar del Río, en donde continuó hasta octubre, momento en que, debido a su mal estado de salud, tuvo que regresar a la península. Tras quedar en situación de cuartel, fue propuesto para ascender al grado de teniente general y, en junio de 1898 se lo otorgó la Gran Cruz de la Orden militar de María Cristina, por los servicios prestados y sus señaladas dotes de mando, durante su estancia en Cuba.

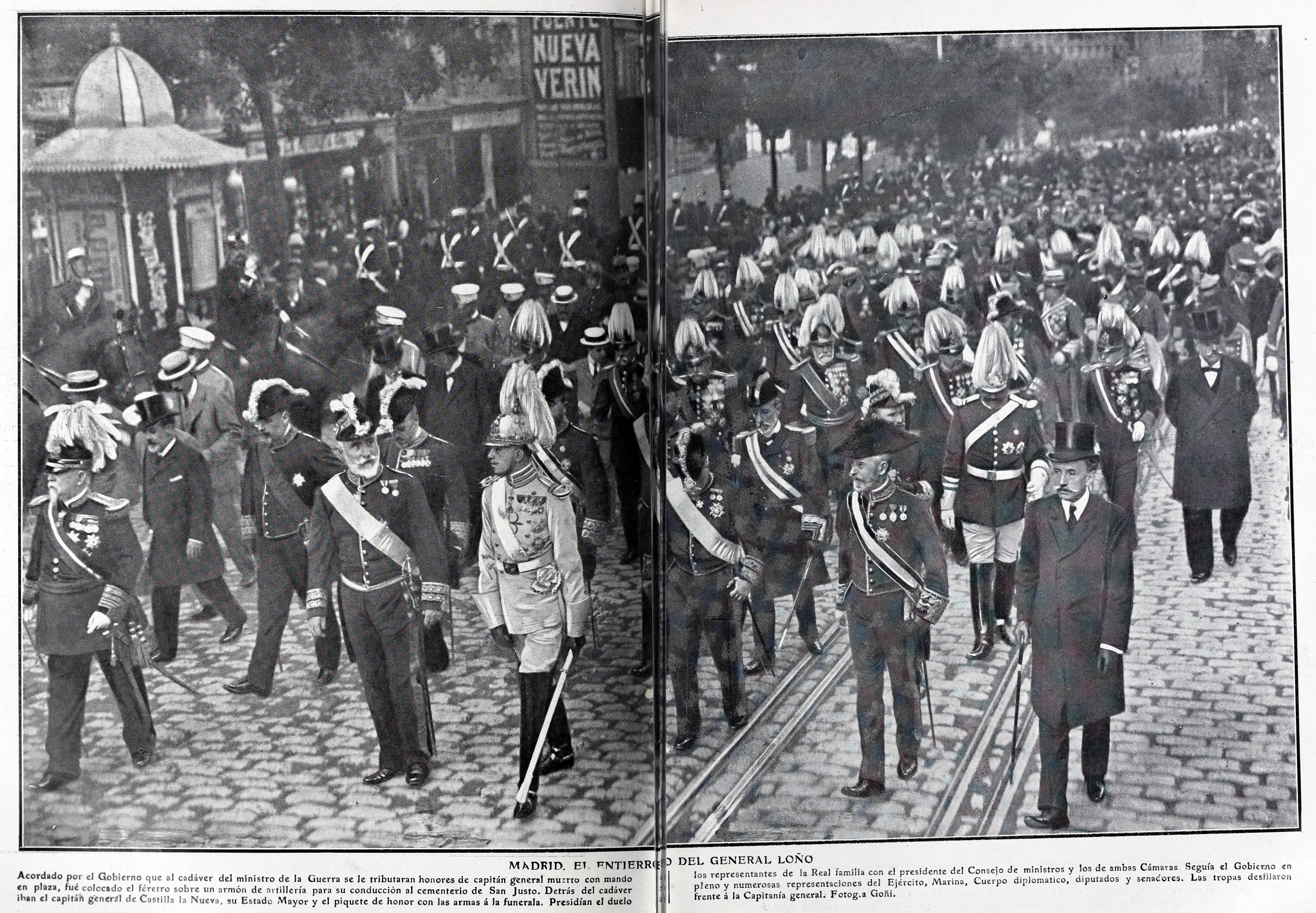
El entierro del general Loño, fotografía de Goñi (Blanco y Negro, 6 de julio de 1907)

En julio de ese mismo año se le nombró comandante general de la segunda división del segundo Cuerpo de Ejército y gobernador militar de la provincia de Granada, posteriormente fue nombrado consejero del Consejo Supremo de Guerra y Marina y en octubre de 1900, subsecretario del Ministerio de la Guerra, el 18 de enero de 1901 fue ascendido a teniente general y nombrado capitán general de las Islas Baleares, y en 1902, capitán general de Valencia.
En 1904, durante el primer gobierno de Maura, se creó el Estado Mayor Central del Ejército. El ministro de la Guerra, Arsenio Linares, apoyado por el propio Maura, propuso al general Loño para hacerse cargo de su jefatura, sin embargo el joven rey, Alfonso XIII, tenía su propio candidato, el general Camilo García de Polavieja, llamado "El Cristiano", muy allegado a la reina madre y en ese momento jefe del Cuarto Militar del rey. Tras semanas de tensión por este asunto y de un duro enfrentamiento, el rey se negó a firmar la candidatura de Loño, forzando el nombramiento de Polavieja, lo que hizo a Maura dimitir en solidaridad con su ministro.
Tras la etapa liberal, el 25 de enero de 1907, Maura volvió a tomar la presidencia del Gobierno (conocido como el Gobierno Largo), nombrando ese mismo día al general Loño, ministro de la Guerra. El 5 de mayo de ese mismo año, fue también nombrado senador por Baleares. Ejerció simultáneamente ambos cargos, hasta el día de su muerte.

## Condecoraciones
A lo largo de su carrera obtuvo, entre otras, las siguientes condecoraciones:
- Cruz Laureada de San Fernando de primera clase
- Cruces de primera y segunda de la Orden del Mérito Militar designadas para premiar méritos especiales.
- Cruces de primera y segunda, de la misma Orden, por servicios de guerra.
- Medalla de la Guerra Civil, con 2 pasadores
- Gran Cruz del Mérito Militar con distintivo blanco y otra con distintivo rojo.
- Gran Cruz del Mérito Militar, con distintivo y pensionada
- Caballero gran cruz de la Orden de San Hermenegildo
- Gran Cruz de la Orden Militar de María Cristina
- Cruz de primera clase de la Orden Civil de Beneficencia
- Medallas de África, de la Guerra Civil y de Cuba con 1 pasador[2][3][4]